# New Zealand Cycle Classic 2012
Das 25. New Zealand Cycle Classic (im Vorjahr noch Tour of Wellington) fand vom 25. bis zum 29. Januar 2012 im Manawatu District, Neuseeland, statt. Das Radrennen wurde in fünf Etappen über eine Distanz von 535,6 Kilometern ausgetragen. Es gehörte zur UCI Oceania Tour 2012 und war dort in die Kategorie 2.2 eingestuft. Damit war das New Zealand Cycle Classic auch 2012 das größte Radrennen Neuseelands.
Gesamtsieger und zugleich Sieger in der U-23-Wertung des größten neuseeländischen Radrennens wurde der Australier Jay McCarthy vom Team Jayco-AIS vor seinen Landsmännern Darren Lapthorne (Drapac Cycling) und Campbell Flakemore von den Genesys Wealth Advisers, der das Prologzeitfahren gewonnen hatte. McCarthy und Lapthorne hatten auf der zweiten Etappe einen erfolgreichen Fluchtversuch zu Ende gebracht, McCarthy gewann zwar das Teilstück, doch Lapthorne sicherte sich das Gelbe Trikot, welches ihm McCarthy als Zweiter der vorletzten Etappe dank der Zeitgutschrift abnehmen konnte und sich so den Rundfahrtsieg sicherte. In der Gesamtwertung gab es so zwar einen australischen Dreifacherfolg, die neuseeländischen Gastgeber sicherten sich aber die Bergwertung durch Joseph Cooper und die Sprintwertung durch Patrick Bevin. Die Mannschaftswertung wurde von McCarthys Team Jayco-AIS gewonnen.

## Teilnehmende Teams
Einladungen erhielten vier UCI Continental Teams aus dem Raum Ozeanien – darunter die neuseeländische Mannschaft Subway Pro Cycling – sowie eine neuseeländische Nationalmannschaft. Die Mannschaft Team Type 1-Sanofi war als Professional Continental Team das höchstklassige teilnehmende Team. Außerdem standen noch fünfzehn Amateurteams aus Australien und Neuseeland am Start.
| UCI Professional Continental Team Team Type 1-Sanofi            |                                                       |                                                       |
| UCI Continental Teams Drapac Cycling Genesys Wealth Advisers    | Team Jayco-AIS Subway Pro Cycling                     |                                                       |
| Nationalmannschaften Neuseeland                                 |                                                       |                                                       |
| Sonstige Suzuki Trek Team GPM Wilson Racing Hudson Gavin Martin | Armstrong Motor Group Pelorus Real Estate Team Eleven |                                                       |
| Ricoh Team Unique Reality Expert Team                           | Mico Protrain Cycling Team Team Benchmark Team Massey | Wheelworks Racing RBS Morgans-ATS Tait Communications |

## Etappen
| Etappe | Tag        | Start–Ziel                                  | km    | Typ              | Etappensieger      | Gesamtführender    |
| ------ | ---------- | ------------------------------------------- | ----- | ---------------- | ------------------ | ------------------ |
| 1.     | 25. Januar | Palmerston North Einzelzeitfahren           | 7,1   | Einzelzeitfahren | Campbell Flakemore | Campbell Flakemore |
| 2.     | 26. Januar | Palmerston North – Āpiti – Palmerston North | 143   | Hügeletappe      | Jay McCarthy       | Darren Lapthorne   |
| 3.     | 27. Januar | Palmerston North – Āpiti – Palmerston North | 163,5 | Hügeletappe      | Sam Bewley         | Darren Lapthorne   |
| 4.     | 28. Januar | Palmerston North                            | 111   | Flachetappe      | Thomas Palmer      | Jay McCarthy       |
| 5.     | 29. Januar | Rundkurs Palmerston North                   | 111   | Flachetappe      | Aaron Gate         | Jay McCarthy       |